# Historic Seaport

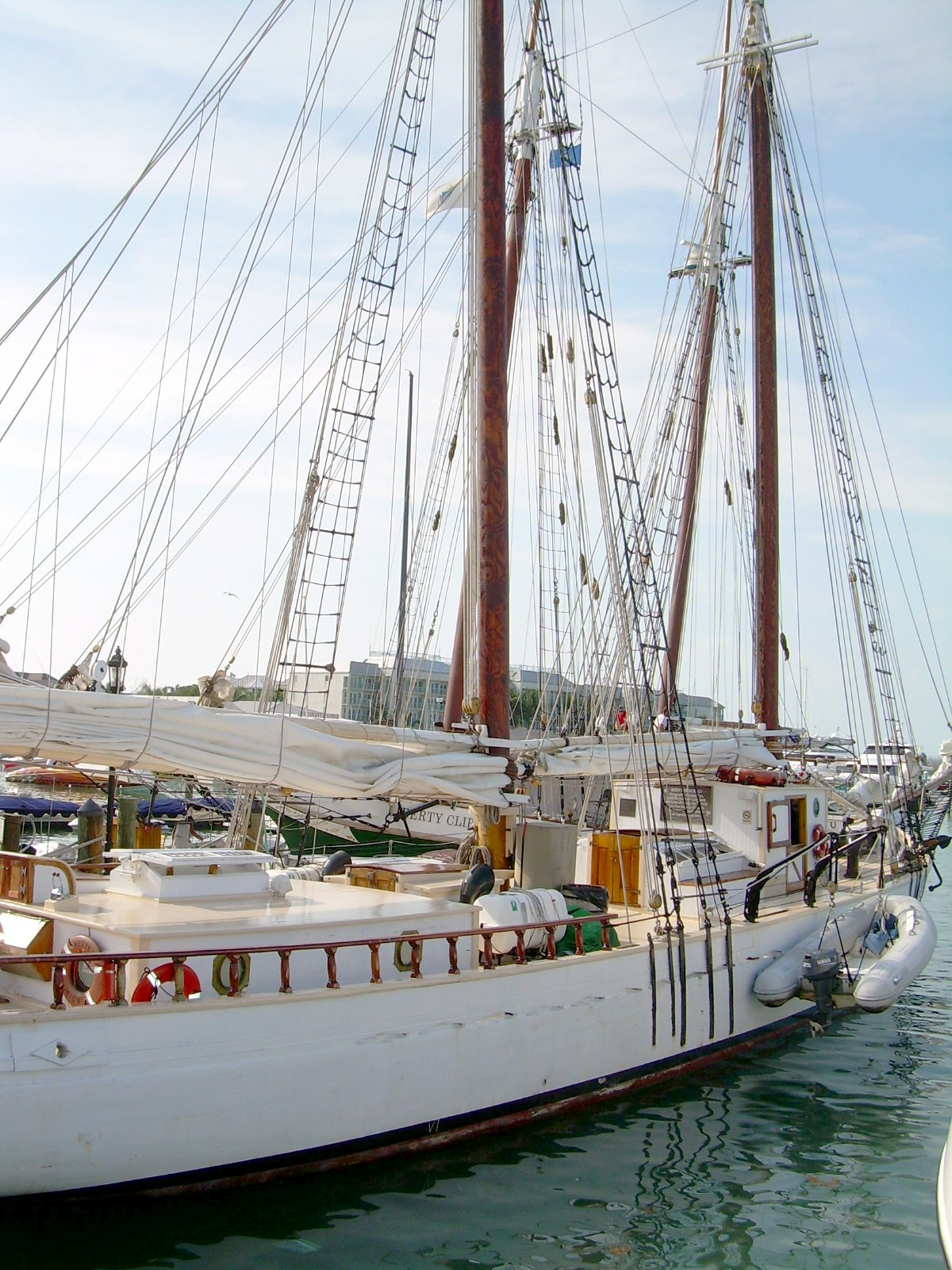
Das historische Segelschiff Western Union liegt im Historic Seaport District.

Historic Seaport ist ein Stadtviertel am Rand von Key West auf der Insel Key West in den Florida Keys. 

## Lage
Es handelt sich dabei um das Gebiet um den historischen Hafen. Der Bezirk liegt nordöstlich der Fleming Street und wird begrenzt von der White und der Whitehead Street. Das Gebiet wird auch als „Seaport Heights“ bezeichnet.